# Gruitroderbos
Gruitroderbos är en skog i Belgien.   Den ligger i provinsen Limburg och regionen Flandern, i den östra delen av landet, 90 km öster om huvudstaden Bryssel.
I omgivningarna runt Gruitroderbos växer i huvudsak blandskog. Runt Gruitroderbos är det tätbefolkat, med 297 invånare per kvadratkilometer.